# Congreso Estatal de Astronomía
Congreso Estatal de Astronomía es un congreso es organizado por las Agrupaciones Astronómicas de España para mejorar la coordinación de esfuerzos con los astrónomos profesionales y presentar los últimos avances en investigación amateur
Se celebra desde 1976 en diferentes lugares de España, con periodicidad bienal, por elección de las asociaciones asistentes.
Hasta 1992 tuvo la denominación de Jornadas Nacionales de Astronomía, y hasta 2004, de Jornadas Estatales de Astronomía.
Entre los hitos más importantes hay que destacar el censo de agrupaciones astronómicas realizado en Gijón 1996 y la presentación de la polémica Federación en León 2000.
Estas son las ediciones que se han celebrado hasta ahora:
| Jornada | Ciudad Sede     | Organizador                                                        | Año  | Asistente | Días | Denominación           |
| ------- | --------------- | ------------------------------------------------------------------ | ---- | --------- | ---- | ---------------------- |
| I       | Barcelona       | Aster                                                              | 1976 | S/I       | S/I  | Jornadas               |
| II      | Sabadell        | AA Sabadell                                                        | 1977 | S/I       | 7    | Jornadas Nacionales    |
| III     | San Sebastían   | SC Aranzadi                                                        | 1979 | S/I       | S/I  | Jornadas de Astronomía |
| IV      | Valencia        | A Valencian A                                                      | 1982 | S/I       | S/I  | Jornadas Nacionales    |
| V       | Sevilla         | Albireo                                                            | 1983 | S/I       | S/I  | Jornadas Nacionales    |
| VI      | Málaga          | Sociedad Malagueña de Astronomía                                   | 1985 | 110       | 4    | Jornadas Nacionales    |
| VII     | Barcelona       | Sadeya                                                             | 1987 | 285       | 3    | Jornadas Nacionales    |
| VIII    | Madrid          | AA Madrid                                                          | 1989 | 355       | 3    | Jornadas Nacionales    |
| IX      | Murcia          | AAR Murciana                                                       | 1990 | 245       | 3    | Jornadas Nacionales    |
| X       | S/C de La Palma | AA Palmera                                                         | 1992 | 220       | 6    | Jornadas Nacionales    |
| XI      | Lérida          | SA Lérida                                                          | 1994 | 300       | 4    | Jornadas Estatales     |
| XII     | Guijón          | SAA Omega                                                          | 1996 | 365       | 4    | Jornadas Estatales     |
| XIII    | La Laguna       | AA Tenerife                                                        | 1997 | 190       | 14   | Jornadas Estatales     |
| XIV     | León            | A Leonesa A                                                        | 2000 | 200       | 5    | Jornadas Estatales     |
| XV      | Teruel          | Actuel                                                             | 2002 | S/I       | 4    | Jornadas Estatales     |
| XVI     | Murcia          | AAR Murcia                                                         | 2004 | S/I       | S/I  | Jornadas Estatales     |
| XVII    | Santander       | A A Cantabra                                                       | 2006 | 240       | 5    | Congreso Estatal       |
| XVIII   | Huesca          | A A Huesca                                                         | 2008 | 443       | 3    | Congreso Estatal       |
| XIX     | Madrid          | AA Madrid y ASAAF                                                  | 2010 | 280       | 3    | Congreso Estatal       |
| XX      | Gandia          | Agrupación Astronómica de la Safor                                 | 2012 | 180       | 4    | Congreso Estatal       |
| XXI     | Granada         | R.A.D.A                                                            | 2014 | S/I       | 4    | Congreso Estatal       |
| XXII    | Pamplona        | Astronavarra, Planetario de Pamplona, Observatorio de Guirguillano | 2016 | S/I       | 4    | Congreso Estatal       |
| XXIII   | Cuenca          | Astrocuenca                                                        | 2018 | S/I       | 4    | Congreso Estatal       |

## Enlaces relacionados
- Agrupaciones Astronómicas de España Archivado el 5 de marzo de 2016 en Wayback Machine.
- Astronomía amateur
- Agrupació Astronòmica de Sabadell
- Agrupación Astronómica de Madrid
- Sociedad Malagueña de Astronomía